# Nicolás Storch
Nicolás Storch (en alemán: Nikolaus Storch, Zwickau antes de 1500 - después de 1536) fue un tejedor, estudioso de la Biblia y predicador anabaptista y espiritualista. Él y sus seguidores, conocidos como "los profetas de Zwickau", desempeñaron un breve papel durante los primeros años de la Reforma alemana en el sureste de Sajonia. En los años 1520-1521, trabajó en estrecha colaboración con el teólogo radical Thomas Müntzer.

## Predicador de esquina
Storch era notorio por sus conocimientos bíblicos, habiendo sido instruido por Balthasar Teufel, antiguo maestro de escuela de Zwickau. Había hecho varios viajes de negocios a Bohemia y allí fue influenciado por los taboritas de Žatec. En Zwickau dirigió "sermones de esquina" en las casas de otros tejedores. El cronista de la ciudad, Peter Schumann, lo consideraba como "alguien con un conocimiento profundo de las Escrituras y experto en las cosas del Espíritu". Storch, con un biblicismo radical milenarista, sólo consideraba válido el bautismo de adultos, rechazaba el bautismo de niños y la creencia en el papel de los padrinos. Sin embargo, no existen pruebas de que él o los otros "profetas de Zwickau" se bautizaran como adultos. Creía que el Espíritu Santo se manifestaba en revelaciones mediante visiones y sueños. Desde 1520 se alió con Thomas Müntzer, quien lo consideraba una persona de ideas afines, más que como un seguidor o alguien a quien seguir. A partir del invierno de 1520, las tensiones en la ciudad aumentaron entre católicos y reformadores, plebeyos y ciudadanos más ricos y el Ayuntamiento. Se produjeron varios disturbios, que involucraban por lo general a la población más pobre y que frecuentemente resultaban en actos contra los monjes.
Müntzer se vio obligado a huir de Zwickau el 16 de abril, después de una manifestación de los partidarios de Storch, 56 de los cuales fueron encarcelados. A principios de diciembre de 1521, el Ayuntamiento convocó a Storch y a otros miembros de su grupo a una audiencia, como resultado de la cual Storch debía abandonar la ciudad. Nada intimidado, a mediados de diciembre de 1521  él, junto con Markus Stübner, Thomas Drechsel y Gerardo Westerburg, futuro líder de los anabaptistas de Colonia, se fueron a Witemberg para presentar sus tesis ante los líderes de la Reforma. Allí se entrevistaron con Felipe Melanchthon, a quien interesaron por su crítica al bautismo de infantes a partir de la interpretación de Marcos 16:16, pero que después rechazó las ideas revolucionarias y espiritualistas de los "profetas de Zwickau", a quienes intentó desprestigiar.
Storch se quedó unos meses en Witemberg. Lutero informó que estuvo activo en la ciudad de Orlamünde, donde era pastor Andreas Karlstadt, con cuya hermana se casó Gerardo Westerburg. En 1524, el predicador de Núremberg Dominicus Sleupner dio una advertencia al ayuntamiento de Estrasburgo, avisando de que Storch estaba en la ciudad. Según el cronista Enoch Widmann, Storch se fue a la ciudad bávara de Hof a finales de 1524, trabajando como tejedor, pero aún predicando y ganando seguidores. Hacia fines de enero de 1525, solicitó al alcalde de Zwickau que le permitiera regresar, pero este rechazó la solicitud. Sin embargo, se menciona a Nicolás Storch en los registros de residentes en la ciudad de Zwickau de 1536, por lo tanto estaba vivo y había regresado por entonces. Después de esa fecha, no hay más noticias sobre él.